# Dines Mikaelsen
Dines Anders Peter Eigel Mikaelsen (* 13. April 1977 in Isertoq) ist ein grönländischer Politiker (Siumut).

## Leben
Dines Mikaelsen wurde in Isertoq geboren und zog im Alter von 12 Jahren nach Tasiilaq. Seine Eltern sind der Politiker Vittus Mikaelsen (1951–2017) und die Gesundheitshelferin Debo Mukaq Kristiane Dora (* 1953). Der Politiker Gerth Mikaelsen (* 1979) ist sein jüngerer Bruder.
1992 illustrierte er mit dem Schweizer Heiner Dübi das Kinderbuch Dines will Künstler werden. 2001 gründete er sein eigenes Tourismusunternehmen Mikaelsen Tours, das heute Dines Tours heißt. Er ließ sich von 2010 bis 2012 als Serviceökonom für Tourismus am Campus Kujalleq in Qaqortoq ausbilden. Obwohl er als Kind mit Tunumiisut als einziger Sprache aufgewachsen ist und erst in Tasiilaq Grönländisch, Dänisch und später bei einem Auslandsaufenthalt in Neuseeland Englisch gelernt hat, war er später auch als Dolmetscher für grönländische Politiker tätig. 2017 war er kurzzeitig Ministersekretär für Regierungschef Kim Kielsen. Dines Mikaelsen ist mit Drusilla Maĸe liiert.
Dines Mikaelsen kandidierte erstmals bei der Parlamentswahl 2018, wurde mit 101 Stimmen aber nicht gewählt. Bei der Kommunalwahl 2021 kandidierte er und erreichte den zweiten Nachrückerplatz der Siumut in der Kommuneqarfik Sermersooq. Bei der Wahl 2021 erhielt er nur noch 66 Stimmen und damit nur den achten Nachrückerplatz der Partei. Im November 2021 wurde er als Nachrücker Mitglied im Kommunalrat und im April 2022 auch im Inatsisartut. 2025 trat er nicht mehr zu den Wahlen an.